# Quận Bowman, North Dakota
Quận Bowman là một quận nằm ở tiểu bang North Dakota. Tại thời điểm năm 2000, dân số quận là 3.242 người. Quận lỵ đóng ở Bowman.6

## Địa lý
Theo Cục điều tra dân số Hoa Kỳ, quận có tổng diện tích 1,167 dặm Anh vuông (3.022 km²), trong đó, 1,162 dặm Anh vuông (3.010 km²) là diện tích đất và 5 dặm Anh vuông (13 km²) trong tổng diện tích (0,42%) là diện tích mặt nước.

### Các quận giáp ranh
- Quận Slope (phía bắc)
- Quạn Adams (đông)
- Quận Harding, South Dakota (nam)
- Quận Fallon, Montana (tây)

### Các xa lộ chính
- U.S. Highway 12
- U.S. Highway 85
- North Dakota Highway 67

## Thông tin nhân khẩu
Theo cuộc điều tra dân số2 tiến hành năm 2000, quận này có dân số 3.242 người, 1.358 hộ, và 890 gia đình sinh sống trong quận này. Mật độ dân số là 3 người trên mỗi dặm Anh vuông (1/km²). Đã có 1.596 đơn vị nhà ở với một mật độ bình quân là 1 trên mỗi dặm Anh vuông (1/km²). Cơ cấu chủng tộc của dân cư sinh sống tại quận này gồm 98,98% người da trắng, 0,03% người da đen hoặc người Mỹ gốc Phi, 0,15% người thổ dân châu Mỹ, 0,03% người gốc châu Á, 0,15% từ các chủng tộc khác, và 0,65% từ hai hay nhiều chủng tộc. 0,68% dân số là người Hispanic hoặc người Latin thuộc bất cứ chủng tộc nào. 41,1% là gốc Đức, 28,1% người Na Uy, 5,3% người Ireland và 5,0% người Ba Lan theo kết quả điều tra dân số năm 2000.
Có 1,358 hộ trong đó có 29,50% có con cái dưới tuổi 18 sống chung với họ, 59,50% là những cặp kết hôn sinh sống với nhau, 4,10% có một chủ hộ là nữ không có chồng sống cùng, và 34,40% là không gia đình. 31,50% trong tất cả các hộ gồm các cá nhân và 17,20% có người sinh sống một mình và có độ tuổi 65 tuổi hay già hơn. Quy mô trung bình của hộ là 2,32 còn quy mô trung bình của gia đình là 2,95,
Phân bố độ tuổi của cư dân sinh sống trong huyện là 24,10% dưới độ tuổi 18, 5,30% từ 18 đến 24, 24,60% từ 25 đến 44, 24,20% từ 45 đến 64, và 21,80% người có độ tuổi 65 tuổi hay già hơn. Độ tuổi trung bình là 43 tuổi. Cứ mỗi 100 nữ giới thì có 94,60 nam giới. Cứ mỗi 100 nữ giới có độ tuổi 18 và lớn hơn thì, có 96,60 nam giới.
Thu nhập bình quân của một hộ ở quận này là 31.906 USD, và thu nhập bình quân của một gia đình ở quận này là 39.485 USD, Nam giới có thu nhập bình quân 28.682 USD so với mức thu nhập 17.992 USD đối với nữ giới. Thu nhập bình quân đầu người của quận là 17.662 USD, Khoảng 5,90% gia đình và 8,20% dân số sống dưới ngưỡng nghèo, bao gồm 9,90% những người có độ tuổi 18 và 10,40% là những người 65 tuổi hoặc già hơn.

## Các đơn vị dân cư

### Các thành phố
- Bowman
- Gascoyne
- Rhame
- Scranton

### Các thị trấn
| - Adelaide - Amor - Bowman - Boyesen - Buena Vista - Fischbein - Gascoyne - Gem | - Goldfield - Grainbelt - Grand River - Haley - Ladd - Langberg - Marion - Minnehaha | - Nebo - Rhame - Scranton - Star - Stillwater - Sunny Slope - Talbot - Whiting |